# 阿拉善霍碩特特別旗
阿拉善霍碩特特別旗是中华民国宁夏省的一个行政区，承袭于清朝西套蒙古的阿拉善厄魯特旗，又稱西套額魯特旗、阿拉善額魯特旗、阿拉善和碩特旗，国民政府改為特别旗，屬套西二旗之一。1949年後短暂改为属于宁夏省的自治区，旋即撤销并划归内蒙古自治区。

## 历史沿革
- 阿拉善厄魯特旗出自厄魯特蒙古和碩特部。和碩特部原居於新疆。明末清初，和碩特為準噶爾部所迫，鄂齊爾圖率部遷至甘肅甘州邊外遊牧。康熙二十五年（1686年），賜和囉哩駐牧於寧夏邊外。
- 康熙三十六年（1697年），封和囉哩為札薩克多羅貝勒，授札薩克，置阿拉善厄魯特旗。其地東至寧夏府邊外，南至甘州、涼州邊外地，西至古爾鼐接額濟納土爾扈特旗，北至戈壁接札薩克圖汗部地界。大致相當於今內蒙古自治區阿拉善左旗、阿拉善右旗一帶。阿拉善厄魯特旗自為一部，不設盟長，設佐領一人，受陝甘總督節制。雍正二年（1724年），該旗貝勒晉封郡王，乾隆三十年（1765年）晉和碩親王，並准世襲。
- 1949年9月，該旗札薩克達理札雅通電歸附中华人民共和国。1950年，置寧夏省阿拉善和碩特旗自治區，1951年改為阿拉善自治區。
- 1954年6月19日，中华人民共和国中央人民政府委員會第32次會議決定，撤銷寧夏省。9月1日，寧夏省建制撤銷，北部的「阿拉善自治區」與「額濟納自治區」（即現今的阿拉善盟）及磴口縣劃入內蒙古自治區，至此原寧夏省管辖区域面积縮小约80%。其餘20%部分併入甘肅省，原寧夏省直轄的各縣市改由甘肅省銀川專區管轄。
- 阿拉善自治區劃入內蒙古自治區后改為阿拉善旗。1961年4月，分為阿拉善左、右二旗。